# ウナギ・サヤカ
ウナギ・サヤカ（1986年9月2日 - ）は、日本の女性プロレスラー、グラビアアイドル。大阪府出身。YouTuber。血液型O型。

## 経歴
地元大阪でアイドルグループ「Osaka翔Gangs」のメンバーとしてデビュー。2014年から群馬県のローカルアイドルグループ「群馬CLEAR'S」の宇那として活動。事務所も運営するセンス・プロダクションに移籍し、班長（リーダー）を務めるが2015年2月に不祥事のため活動終了。
2016年1月31日をもって事務所も離れ、羽渚さやかとして野球マンガ『グラゼニ』の公認アイドルグループ「グラゼニ女子」に参加したのち、2016年に卯渚さやかに改名しアンドエムに移籍。DVDリリース後は再び事務所を離れ、特攻服を着たエアバンド「覇汝家」にてヤンキーのアマリリスとして活動していた。

### プロレスラーとして
東京女子プロレスに入門し、2019年1月4日、後楽園ホールでの対赤井沙希＆YUMI戦（パートナーは上福ゆき）でうなぎひまわりとしてプロデビュー。その後、2020年9月30日に東京女子プロレスから退団した。

#### スターダム参戦
2020年
- 11月14日、ウナギ・サヤカとリングネームを改め、スターダムに初参戦。中野たむ、白川未奈と「COSMIC ANGELS」を結成[10]。
- 12月16日、後楽園ホール大会にてCOSMIC ANGELSがビー・プレストリー&刀羅ナツコ&鹿島沙希組を破りアーティスト・オブ・スターダム王座戴冠[11]。

2021年
- 1月17日、後楽園ホール大会で飯田沙耶の持つフューチャー・オブ・スターダム王座に挑戦し敗れる。
- 2月に「ウナギの成長を期待」[12]して「ウナギ・カブキ7番勝負」が組まれた。結果はジュリア、AZM、岩谷麻優、ひめか、小波、ビー・プレストリー、朱里相手に全敗。
- 3月3日に行われた「スターダム10周年記念～ALLSTAR DREAM CINDERELLA～」日本武道館大会ではオールスター・ランブルに出場。24選手出場する中、愛川ゆず季を破りひとり残りで勝利した[13]。
- 4月10日、STARDOM Cinderella tournamentに出場。後楽園ホールで行われた1回戦で前年準優勝の刀羅ナツコをオーバー・ザ・トップロープで下し、2回戦に進出した。
- 5月14日の後楽園大会の前に、4月1日付でスターダムに正式入団したことが発表された。この日のメインイベントで朱里をオーバー・ザ・トップロープで下し、トーナメント準決勝に進出した。
- 6月12日、大田区総合体育館大会で舞華に敗れ、トーナメント準決勝敗退。
- 7月4日、横浜武道館で行われたフューチャー・オブ・スターダム王座決定トーナメントの決勝で白川に敗れ、王座獲得ならず。
- 7月10日、大阪府立体育会館第二競技場大会のメインで朱里の持つSWA世界王座に挑戦しKO負け。
- 7月17日、ベルサール高田馬場大会で白川を下し、フューチャー・オブ・スターダム王座を奪取。
- 7月31日開幕の5★STAR GP 2021に初出場。開幕戦で中野たむにフォール勝ちし、その後もAZMや上谷沙弥から白星を挙げ、舞華と引き分けるなど、4勝4敗1分と健闘し、敢闘賞を受賞した。

2022年
- 3月11日、品川インターシティホールで開催されたスターダムの新設した若手大会、「NEW BLOOD 1」に参戦。月山和香と組み、Marvelous代表として参加したMaria、宝山愛組と対戦するも敗北[14]。
- 3月28日、4月29日のディアナ後楽園大会でウナギ・サヤカ&白川未奈がルミナス（梅咲遥&高瀬みゆき）が持つW.W.W.Dタッグ王座に挑むことがディアナの公式サイトで発表された[15]。
- 4月15日、「後楽園ホール60周年還暦祭」にタッグマッチで出場。白川未奈と組み、門倉凛&梅崎遥組と引き分ける[16]。
- 5月26日、ガンバレ☆プロレス・新木場1stRING大会に来場、まなせゆうなとの対戦を訴えた[17]。
- 7月10日、ガンバレ☆プロレス・大田区総合体育館大会「WRESTLE SEKIGAHARA」でまなせゆうなと一騎打ちを行い、城門突破で勝利。
- 7月30日開幕の5★STAR GP 2022に2年連続で出場。前年の実績から上位進出も期待されたが、蓋を開ければ2勝10敗と、週刊プロレス誌上でもその不振ぶりを心配される[18]結果に終わった。

#### ギャン期
- 10月3日、自身のYouTubeチャンネルに1年ぶりに投稿。その動画内で「ギャン期」と称し他団体参戦をメインに活動していくことを表明した[19]。
- 10月7日、「ギャン期」第1弾としてプロフェッショナルレスリングJUST TAP OUT・王子BASEMENT MONSTAR大会に参戦し、Aoiを大ふへん固めで破る。
- 11月4日、JUST TAP OUT・後楽園ホール大会のセミファイナルで稲葉ともかと対戦し敗れたのち、Aoiが稲葉を裏切りウナギとの共闘を表明した[20]。
- 11月20日、センダイガールズプロレスリング・後楽園大会で橋本千紘・優宇の「チーム200kg」との1vs2ハンディキャップマッチに敗れた。その後、ZERO1の靖国神社奉納プロレスに単身で乗り込み、アジャコングに対戦を要求するも断られ、工藤めぐみGMを巻き込んでごねた末にジャガー横田との一騎打ちにこぎつけた[21]。
- 12月29日、スターダム・両国国技館大会にてこの日復帰した白川未奈とのタッグ「ピンクカブキ」でテクラ&桜井まい組に勝利。しかし、試合後マイク中に白川に急襲され、突如としてピンクカブキの解散を突きつけられた[22]。
  - この試合を最後に、公式からアナウンスがないまま、同団体から新たなグッズも発売されずに[23]、翌年4月下旬にはスターダムの公式ホームページからプロフィールが削除されている。その後、2024年1月7日に行われた自主興行のバックステージにて、2023年までにスターダムから解雇されたと語った[24]。

2023年
- 1月4日、メイリッシュとコラボし、カフェ「THE....UNAGI CAFE!!!!」をオープン。17日までの予定だったが、22日まで延長された[25]。
- 1月30日、徳島県藍住町にて焼き肉店を営む男性から、地元で大会を開催して欲しい旨の手紙を受け取り、5月28日に同地でチャリティー大会を行うことを決意[26]。さらに、鈴木みのるに対し同大会への参戦を要求。鈴木はそれを受諾し、同大会への参戦が決まった[27]。
- 2月19日、直前からツイッターにて舌戦を繰り広げていた諏訪魔が所属する[28]、全日本プロレス後楽園ホール大会に来場。コメントスペースにて舌戦を繰り広げた[29]。
- 3月14日、全日本新宿大会に参戦。ヨシタツ、SAKIと組んで、諏訪魔&尾崎魔弓&雪妃魔矢組と再戦するも敗れる[30]。しかし、試合後には全日本の諏訪間専務より継続参戦の要請があった[31]。
- 4月23日、自身が社長を務める「株式会社ウナギカブキ」の設立を発表[32][33]。
- 5月3日、ZERO1高田馬場大会にて、この日来場した大谷晋二郎より、ZERO1真夏のリーグ戦「火祭り」への参戦を打診され[34]、26日新木場大会にて正式に参戦が決定した[35]。同リーグ戦の女子の参加は史上初となる[注 2][34]。
- 7月2日より火祭りに参戦[36]。リーグ戦こそ全敗に終わったが、男子選手とのシングル戦を前に離脱することなくシリーズ完走を果たす[37][38]。

2024年
- 1月6日、JTO新宿FACE大会で神姫楽ミサを下し、JTO GIRLS王座の第2代王者となる[39]。
- 1月7日、後楽園ホールで初の自主興行「ウナギ・サヤカ興行 supported by AJPW 『殿はご乱心〜1番金星〜』」を開催。札止め1230人の観衆を集め[40]、自身はアイアンマンヘビーメタル級王座を獲得。Kitsune世界王座、JTO GIRLS王座とあわせて三冠王となった[24]。
- 9月2日、後楽園ホールで自主興行第2弾「殿はご乱心 夏～祭りと聞けば血が騒ぐ～」開催（観衆926人）。大会終了後にそれまで非公開であった実年齢をこの日誕生日を迎えた上で「38歳」と公表、また、2025年4月26日に両国国技館で自主興行を開催すると発表[41]。
- 12月7日、古巣スターダムに約2年ぶりに登場。「今のスターダムはつまらない」とした上で、中野たむに対戦要求を行った[42][43]。

## 人物
バスト92cm　ウエスト59cm　ヒップ89cmのGカップ。ライブアイドル以外にも女優業、着エロDVDなどアイドル業を幅広く行っていた。写真週刊誌『FLASH』（2016年8月9日号、光文社）では「日本一の美乳頭」という袋とじグラビアを経験。
学生時代には、アーティスティックスイミングのオリンピックナショナルジュニア選考、チアリーディング全国優勝の経験もあるほどの運動神経の持ち主。
振り付けについては、ダンスの専門学校に在学中にウルフルズのバックダンサーをやらせてもらい、その時の振付師がAKBの振り付けも担当しており、その縁でAKBの振り付けを見学させてもらいアイドルの振り付けとフォーメーションを学んだと話している。振付師の経験もあり、バンドじゃないもんの恋汐りんご（しおりん）と知り合いで、「ショコラ・ラブ」の振り付けを担当した。
東京女子時代のリングネーム「うなぎひまわり」は、読み間違いが多かった以前の芸名の姓である羽渚、卯渚を平仮名にして、明るいイメージの“ひまわり”を加えたもの。
スターダムから現在に至るリングネーム「ウナギ・サヤカ」は、ウナギはそのまま残し、本名のサヤカと組み合わせて作った。グラビアアイドルの兎凪さやか（うなぎさやか）の名前と重なったのは偶然で後から気づいたという。
東京女子プロレスにおける2018年11月から2019年2月にデビューした選手（猫はるな・原宿ぽむ・YUMI・うなぎひまわり・桐生真弥）の総称である「ハイスペちゃん」の名付け親。なお「ハイスペ」は「ハイスペックになりたいと思っている平成最後のプロレスちゃん（Heisei Saigono Puroresu Chan = HiSPC）」の意。
ファンの呼称は「ひつま武士」。
決め台詞は「査定してやるよ!」。また、「ギャン」というフレーズを多用することがあるが、「“アロハ”みたいなものでいろんな意味に使うもの」としている。

## 得意技
大ふへん固め
背中越しに相手を両腕から背負うようにして担ぎ上げ、そのまま自らの両手で相手の顎元または首をクラッチして、そのまま前傾姿勢となり相手を締め上げる変型ゴリー・スペシャル。技名は前田慶次の「大ふへん者」に由来。
大ふへん者・斬
大ふへん固めから左足のクラッチを切り、反転させた相手を顔面から自らの横に落とす変形のフェイスバスター。
大ふへん者-雲の彼方に-
大ふへん固めから両足のクラッチを切り、相手の首を持って前方に180度回転させつつシットダウンして自らの足の間に顔面から落とす変形のフェイスバスター。
松風と共にあらん！
旋回式スパイン・バスター。「松風」は前田慶次の愛馬およびそれを由来とする実家で飼っていた猫の名前から。
拙者、蒲焼き者で候。
アーティスティックスイミング風の見得切りから放つギロチンドロップ。
そんなことより一献くれまいか？
走ってくる相手の片腿を正面から抱えて持ち上げ、そのまま後ろに倒れこんで相手の顔面をマットに打ち付ける。フラップ・ジャックと同型。スタン・ガンの要領で相手の首をロープに落とすバージョンも使用。
これより我は修羅に入る！
STARDOM参戦以降より使用。マッドスプラッシュ。
国士無双十三面待ち
STARDOM参戦以降より使用。コーナーのセカンドロープに開脚状態で固定された相手へのコード・ブレイカー。
かかと落とし
STARDOM参戦以降より使用。
大儀であった
STARDOM参戦以降より使用。変形のMADE IN JAPAN。コーチのミラノコレクションA.T.から伝授された。
相手の背後から自身の右腕だけで相手の両腕をダブル・チキンウィングで固めて、相手の両腕を自身の右腕でまとめて抱え、前後反転させてかがんだ状態の相手の片腿を抱えて持ち上げ、両腕のクラッチを切りつつフィッシャーマンズ・ドライバーの形で落とすと同時に振り上げた足で相手の喉元にギロチンドロップを叩き込む。
城門突破
STARDOM参戦以降より使用。スウィンギング・リバースSTO。
ラサスイミングスクールはいっ！
ヘッドシザースから脱出する際に用いるシンクロ式倒立。名称は自身が通っていたスイミングスクールより。
上から山脈
相手をコーナーに詰め、自身は相手と対面の状態でセカンドロープに登り上から胸で相手の顔を挟み、「またつまらぬものを挟んでしまった」の台詞で締める。
見ている側、受ける側共に負担があるため、多用することのない奇跡の技。
スライディングTANAKA
田中将斗のスライディングDと同型。当初スライディングUと呼称していたが田中の申し入れにより改名。
だがそれがいい！
ロープワークから相手を追い抜きざまに仕掛ける旋回式Xファクター。
格差社会
まなせゆうなとの合体技。セカンドロープにもたれかかった相手の顔をそれぞれ両サイドから走り込み胸で挟む。

## タイトル歴
スターダム
- フューチャー・オブ・スターダム王座（第6代）
- アーティスト・オブ・スターダム王座（第25代）（パートナーは中野たむ&白川未奈）

Kitsune Women's Wrestling
- KITSUNE世界王座（初代）

JTO
- JTO GIRLS王座（第2代）

CMLL
- CMLL日本女子王座（第3代）

DDTプロレスリング
- アイアンマンヘビーメタル級王座（第1602・1604・1606・1611・1615・1619・1621・1623・1625・1627代）

スターダムアワード
- 敢闘賞（2021年）

プロレスリング・イラストレーテッド
- 2021年 PWI Women's 150 - 147位[56]
- 2023年 PWI Women's 250 - 218位[57]
- 2024年 PWI Women's 250 - 71位[58]

## 入場曲
コレヨリウナギ修羅二入ル / 海津信志
STARDOM参戦以降2023年5月まで使用。
天下無双!修羅の女花 / うなぎひまわり
負傷からの復帰戦となった2020年7月23日の後楽園ホール大会より東京女子プロレス退団まで使用。
傾け!修羅の女花 / うなぎひまわり
初代入場曲。作詞も本人が担当、音楽プロデュースをmichitomoが担当。

## 作品

### イメージビデオ
- 宇那 Sweet Whisper ~甘いささやき~（2015年2月27日、グラッソ）
- 宇那 Loveimpression ~君のために~（2015年11月27日、グラッソ）
- Miracle Girl/卯渚さやか（2016年8月26日、キングダム）[45]

## メディア出演

### テレビバラエティ
- 林修の今でしょ！講座（2014年、テレビ朝日）再現ドラマ出演
- 真夜中のおバカ騒ぎ（2014年、TOKYO MX）
- 村上マヨネーズのツッコませて頂きます!（2015年、関西テレビ）再現ドラマ出演
- つんつべ♂（2015年8月、TOKYO MX）バクNEWクイーンコンテスト
- ランチのアッコちゃん（2015年、NHK BSプレミアム）
- 家、ついて行ってイイですか?（2020年12月9日、テレビ東京）[59]
- ゼロイチ（2021年9月4日、日本テレビ）「1時間だけ高級ホテル」にレディ・Cと共に登場
- お笑い4コマパーティー ロロロロ（2024年7月10日、中京テレビ・日本テレビ系列）
- ぺこぱのまるスポ（2024年10月13日、朝日放送テレビ）
- くりぃむナンタラ（2024年10月16日・12月4日・11日・2025年1月22日・29日、テレビ朝日系列）

### テレビドラマ
- ウルトラマンX（2015年7月14日、11月10日、テレビ東京）ロシアの人々役、セミ女役

### ラジオ
- つっぱれ！覇汝家（HANAYA）（2017年、渋谷クロスFM）レギュラー
- ウナギ・サヤカの査定してやるよ～！（2025年1月3日 - 、文化放送）

### ウェブテレビ
- ぶるぺん（2016年4月、GYAO!）[60]グラゼニ女子として
- 矢口真里の火曜The NIGHT（2018年11月21日[61][62]、12月19日、AbemaTV）覇汝家として出演

### 映画
- THE NEXT GENE RATIONパトレイバー（2014年）整備員役
- 珍遊記（2016年2月27日）ファン役
- オムニバス映画「フールジャパン鉄ドン危機一髪」DELTA（2015年）

### 舞台
- CLIMAX（2015年11月）
- ラスボスのお城の前で（2016年2月、アナログスイッチ）
- ごんべい（2016年5月、ゲキバカ）
- キャプテンハーロック〜次元航海〜（2016年6月）
- そうだ、インドへ行こう（2016年8月、アナログスイッチ）
- ラズベリー（2016年11月、sleepwalk）
- ミセスダイヤモンド（2018年12月19日 - 23日、下北沢駅前劇場）[63]
- 幸福の黄色い放課後（2019年1月23日 - 27日、大塚萬劇場）
- いけない先生（2019年12月26日 - 30日、駅前劇場） - うなぎ健やか 役

### パチスロ
- シンデレラブレイド2 - 声の出演：ルビー 役

### PV
- バンドじゃないもん! - 振付

### イベント
- 武道館アイドル博2017（2017年5月6日、日本武道館）- 覇汝家として

### CD
群馬CLEAR'Sでの楽曲は当該項目参照。
- パラリラパSpecial（2017年3月29日、覇汝家）
  - M-1　パラリラパSpecial
  - M-2　ボイン TO THE WORLD◎◎
  - M-3　羯飛毘ホームラン！